# Энтелис, Сергей Генрихович
Сергей Генрихович Энтелис (1920 — 2003) — советский и российский химик, доктор химических наук, профессор (1967).

## Биография
Участник Великой Отечественной войны, техник-интендант 2-го ранга, принимал участие в боевых действиях на Днепре, в Крыму и в Молдавской ССР, возглавлял разведывательные группы. Участвовал в освобождении Кишинёва, Бухареста и Вены.
Главный научный сотрудник и заведующий лабораторией Института химической физики, где работал с 1947 года. Профессор кафедры химической физики Московского физико-технического института. Проводил исследования в области кинетики и термодинамики химических реакций в жидкой фазе, поликонденсации и полиприсоединения. Соавтор 7 монографий и более 500 научных статей по разным вопросам химии полимеров, химической кинетики и физической химии. 
Похоронен на Донском кладбище.

## Семья
- Двоюродный брат — Исаак Петрович Грагеров, физик.

## Публикации
- Энтелис С. Г., Нестеров О. В. Кинетика и механизм реакций изоцианатов с соединениями, содержащими «активный» водород. Успехи химии, 1966.[4]
- Тигер Р. П., Сарынина Л. И., Энтелис С. Г. Полимеризация изоцианатов. Успехи химии, 1972.
- Энтелис С. Г., Тигер Р. П. Кинетика реакций в жидкой фазе. Химия, 1973.[5]
- Энтелис С. Г., Евреинов В. В., Кузаев А. И. Реакционноспособные олигомеры. М.: Химия, 1985.
- Энтелис С. Г. Реакционноспособные олигомеры и их распределение по типу функциональности. Соросовский образовательный журнал. 1996. № 7. С. 59-66.[6]